# Transports Internationaux Routiers
De afkorting T.I.R of TIR staat voor Transports Internationaux Routiers. De huidige TIR-overeenkomst is gesloten in Genève in 1975, als opvolger van een verdrag uit 1959. Het is van toepassing op het vervoer van goederen over de weg tussen een douanekantoor in het land van vertrek en het kantoor van bestemming in een ander land. Beide landen moeten aangesloten zijn bij de TIR-overeenkomst. De meeste Europese en sommige landen uit Afrika en Azië zijn toegetreden tot deze conventie. Zij heeft als doel de administratieve formaliteiten van het internationale wegvervoer te vereenvoudigen en te harmoniseren. Omdat de grensformaliteiten binnen de Europese Unie zijn afgeschaft wordt deze als één land beschouwd. Sindsdien is het verkeer onder de TIR-regeling uiteraard sterk verminderd.

## Vrachtwagens

TIR-plaat

Vrachtwagens onder het TIR-regime worden bij het vertrek voorzien van een door de douane aangebrachte verzegeling, die niet mag worden verbroken. Verbreking van de douaneverzegeling is strafbaar. Nadat de verzegeling is aangebracht mag alleen de douane controles verrichten. De voertuigen moeten zo zijn gebouwd dat geen goederen kunnen worden gelost of geladen zonder duidelijke sporen van knoeierij na te laten of zonder de door de douane aangebrachte zegels te verbreken.
In de TIR-overeenkomst is bepaald, dat wegvoertuigen en containers moeten worden gekeurd voordat ze voor TIR-vervoer gebruikt mogen worden. Na de keuring worden deze voertuigen geaccepteerd in alle aangesloten TIR-landen mits voorlegging van een certificaat van goedkeuring. Bij het TIR-vervoer moet ook een TIR-plaat met witte letters op een blauwe achtergrond vooraan en achteraan op de vrachtwagen aangebracht worden.

## Het TIR-carnet
De vervoerder moet een TIR-carnet gebruiken, dat uitgegeven werd in zijn land van woonplaats. Zo'n carnet is geldig voor één enkele reis. Het is in het Frans en het Engels maar moet ingevuld worden in de taal van het land van vertrek. Het carnet bevat een aantal bladen of stroken. Voor elk deelnemend land aan de TIR-overeenkomst worden twee bladen geldig gemaakt. Ook hier geldt dat de EU telt als één lidstaat. Bij aankomst moet het voertuig samen met het carnet aan de douane worden getoond; de douane verbreekt de zegels en verifieert de lading. 

### Het carnet in het Nederlands taalgebied
In Nederland zijn de volgende instanties belast met de afgifte van deze carnets:
- Ondernemersorganisatie voor Logistiek en Transport (EVO)
- Koninklijk Nederlands Vervoer (KNV)
- Transport en Logistiek Nederland (TLN)

In België zijn de carnets te bekomen bij Febetra, de Federatie van Belgische Transporteurs.  
Eind 2022 is besloten dat het Caribisch deel van het Nederlands Koninkrijk uit het verdrag zal stappen, omdat het in de regio effectief niet wordt toegepast maar wel administratieve rompslomp met zich meebrengt. Suriname is geen TIR-deelnemer.  

## Deelnemende landen

Deelnemende landen

Er zijn 77 partijen die deelnemen aan de conventie. Dat zijn de 76 deelnemende landen en de Europese Unie. Het land dat zich het meest recent aansloot is Egypte, op 16 december 2020. Omdat het een douaneoverkeenkomst voor het wegverkeer betreft zijn landen die alleen grenzen aan zee (eilandstaten) doorgaans geen lid.

### Deelnemers naar continent
In Noord-Amerika: Canada en de Verenigde Staten.
Europa: Alle landen van Europa behalve IJsland. Het eilandstaatje Malta is lid sinds 2004.
Afrika: Algerije, Egypte, Liberia, Marokko en Tunesië.
Azië: Indonesië en de meeste landen op het Aziatische vasteland. Opvallend afwezig zijn behalve eilandstaten het Indochinese schiereiland, Iran, Jemen, Maleisië en Noord-Korea.
In Zuid-Amerika nemen de zuidelijke landen deel: Argentinië, Chili en Uruguay.
In Oceanië zijn geen deelnemers.